# Michaela Maurerová
Michaela Maurerová (* 29. září 1979 Havířov) je česká moderátorka a herečka.

## Život
Její prarodiče pocházejí ze Slovenska. Její otec pracoval jako lékař a matka byla inženýrkou ekonomie. Ve třech letech se přestěhovali do Prahy. 
Rodiče se ale rozvedli, a ona poté bydlela s matkou v paneláku v Modřanech.
V letech 1994–1998 vystudovala gymnázium a sportovní gymnázium v ulici Přípotoční 1337 v Praze 10 – Vršovicích. Poté studovala na DAMU. Během studia na DAMU moderovala v České televizi pořad Letadlo, později i Tykadlo, na televizi TV Prima hudební pořad h.i.t. a na hudební stanici Óčko. Spolupracovala také s dívčím časopisem Bravo Girl, kde pracovala v poradně pro mladé dívky.
Věnuje se nadaci, které podporují děti v dětských domovech.
Dne 16. června 2012 si vzala na zámku Zbiroh za manžela svého dlouholetého přítele (žili spolu 10 let), podnikatele Milana Kožíška, s nímž má dvojčata – syna Josefa a dceru Magdalenu, kteří se narodili 26. ledna 2009 z umělého oplodnění. V roce 2015 se pár rozvedl.

## Filmografie

### Filmy
- Poslední motýl (1990)
- Waterloo po česku (2002)
- Adam a Eva (studentský film) (2002)
- Experti (2006)
- Líbáš jako Bůh (2009)

### Televizní filmy
- Ta třetí (2001)
- Elixír a Halíbela (2001)
- ELFilm (2001)
- Vůně vanilky (2002)
- Lakomec (2002)
- PF 77 (2003)
- Drátařík a hruška moudrosti (2003)
- Nadměrné maličkosti: Nehoda (2004)
- I ve smrti sami (2004)
- Až kohout snese vejce (2005)
- Muž a stín (2007)
- Cesta do Vídně a zpátky (2007)

### Televizní seriály
- Redakce (2004)
- 3 plus 1 s Miroslavem Donutilem (2005)
- Ulice (2005)
- Trapasy (2007)
- Život je ples (2012)
- První republika (2014)
- ZOO Nové začátky (2024)